# Condado de Missaukee
El condado de Missaukee (en inglés: Missaukee County, Míchigan), fundado en 1871, es uno de los 83 condados del estado estadounidense de Míchigan. En el año 2000 tenía una población de 14.478 habitantes con una densidad poblacional de 10 personas por km². La sede del condado es Lake City.

## Geografía
Según la Oficina del Censo, el condado tiene un área total de 1487 km² (574,1 mi²), de la cual 1469 km² (567,2 mi²) es tierra y 18 km² (6,9 mi²) es agua.

### Características Geográficas
- Grand River (Míchigan)

## Condados adyacentes
- Condado de Muskegon norte
- Condado de Kent este
- Condado de Allegan sur
- Condado de Racine suroeste
- Condado de Milwaukee oeste

## Demografía
En el 2000 la renta per cápita promedia del condado era de $35 224, y el ingreso promedio para una familia era de $39 057. El ingreso per cápita para el condado era de $16 072. En 2000 los hombres tenían un ingreso per cápita de $30 567 frente a los $20 905 que percibían las mujeres. Alrededor del 10,70% de la población estaba bajo el umbral de pobreza nacional.

## Lugares

### Ciudades
- Lake City
- McBain

### Lugar designado por el censo
- Jennings

### Municipios
| - Municipio de Aetna - Municipio de Bloomfield - Municipio de Butterfield - Municipio de Caldwell | - Municipio de Clam Union - Municipio de Enterprise - Municipio de Forest - Municipio de Holland | - Municipio de Lake - Municipio de Norwich - Municipio de Pioneer - Municipio de Reeder | - Municipio de Richland - Municipio de Riverside - Municipio de West Branch |

### Principales carreteras
- M-42
- M-55
- M-66